# マールバラ伯爵
マールバラ伯爵（英語: Earl of Marlborough）は、イギリスの伯爵位。イングランド貴族。モールバラとも表記される。
過去に二回創設されており、第一期は1626年にジェイムズ・リーが叙せられたのに始まるが、1679年に廃絶した。第二期は1689年にジョン・チャーチルが叙されたのに始まり、マールバラ公爵位の従属爵位として現存している。

## 歴史
庶民院議員や大蔵卿や枢密院議長等を歴任したジェイムズ・リー（1552-1629）は、1619年7月20日に準男爵位、1624年12月31日に「デヴォン州におけるリーのリー男爵(Baron Ley, of Ley in the County of Devon)」,
1626年2月5日に「マールバラ伯爵(Earl of Marlborough)」に叙せられた。しかしこの第1期のマールバラ伯は、第4代マールバラ伯ウィリアム・リー（1612-1679）が跡継ぎを残せなかったために1679年に絶えた
ついで軍人のジョン・チャーチル（1650-1722）が戦功により1689年4月9日にイングランド貴族爵位「カウンティ・オブ・ウィルトシャーにおけるマールバラ伯（Earl of Marlborough, in the County of Wiltshire）」に叙された。彼にこの爵位が与えられたのは、彼の母がリー家と遠い縁戚関係にあったためだった。
彼はさらに1702年にマールバラ公爵に叙せられており、以降マールバラ伯爵位はマールバラ公爵位の従属爵位となって続いている。現在の爵位保有者は第12代マールバラ公爵・第12代マールバラ伯爵ジェイミー・スペンサー＝チャーチルである。

## 一覧

### マールバラ伯第1期（1626年）
| 肖像 | 爵位の代数 名前 （生没年）                         | 受爵期間                    | 備考                                                                                                  |
| ---- | -------------------------------------------------- | --------------------------- | --- |
|      | 初代マールバラ伯爵 ジェイムズ・リー （1552-1629）  | 1626年 - 1629年             | 庶民院議員（1597,1604,1614,1621-1622） 貴族院議員（1624-1629） 大蔵卿（1624-1628） 枢密院議長（1628） |
|      | 第2代マールバラ伯爵 ヘンリー・リー （1595-1638）   | 1629年 - 1638年4月1日       | 貴族院議員（1628-1638）                                                                               |
|      | 第3代マールバラ伯爵 ジェイムズ・リー （1618-1665） | 1638年4月1日 - 1665年6月3日 | 貴族院議員（1638-1665）                                                                               |
|      | 第4代マールバラ伯爵 ウィリアム・リー （1612-1679） | 1665年6月3日 - 1679年       | 貴族院議員（1665-1679）                                                                               |

### マールバラ伯第2期（1689年）
| 肖像 | 爵位の代数 名前 （生没年）                          | 受爵期間                     | 備考 |
| ---- | --------------------------------------------------- | ---------------------------- | --- |
|      | 初代マールバラ伯爵 ジョン・チャーチル （1650-1722） | 1689年4月9日 - 1722年6月16日 | スペイン継承戦争のイングランド軍司令官 貴族院議員（1685-1722） 補給庁長官（1689-1690） 1702年にマールバラ公に叙される。 |

以下マールバラ公爵参照